# Céline Lebrunová
Céline Lebrun, (4. červen 1976 Paříž, Francie) je bývalá reprezentantka Francie v judu. Je majitelkou stříbrné olympijské medaile. Má guyanský původ.

## Sportovní kariéra
S judem začínala v 10 letech v Brenouille. Později se judu vrcholově věnovala v Orléans pod vedením Francois Fourniera. Její judo zdobilo především velmi pěkné aši-waza.
Do reprezentace se dostala v roce 1996 a roce 1999 vyhrála svůj první titul mistryně Evropy. Na olympijské hry v Sydney odjížděla jako velká favoritka a ve finále po skončení hrací doby si byla téměř jistá zlatou olympijskou medaili. Jenže rozhodčí verdiktem 1:2 zvolili za vítězku její soupeřku Číňanku Tchang Lin.
V roce 2004 si opět nenechala ujít účast na olympijských hrách. V semifinále narazila na Japonku Noriko Anno, se kterou udržela nerozhodný výsledek až do prodloužení. V prodloužení byla ošetřovaná kvůli roztrženému rtu, lékař jí ovázal pusu obvazem a vzápětí na to ležela po o-uči-gari na zemi. V souboji o třetí místo nastoupila proti své rivalce Kubánce Yurisel Laborde a opět jí na vrcholné akci neporazila. Obsadila 5. místo. Dalších olympijských her se již neúčastnila. Na domácím pařížském turnaji v roce 2007 si vážně poranila koleno a její místo reprezentační jedničky v polotěžké váze rychle zaujala Stéphanie Possamaïová. Po návratu již nedosahovala výsledků jako před zraněním. Se sportovní kariérou se rozloučila v roce 2012.

## Výsledky

### Váhové kategorie
| Turnaj             | 1997           | 1998           | 1999           | 2000           | 2001           | 2002           | 2003           | 2004           | 2005           | 2006           | 2007           | 2008           | 2009           | 2010           |
| Turnaj             | 21             | 22             | 23             | 24             | 25             | 26             | 27             | 28             | 29             | 30             | 31             | 32             | 33             | 34             |
| Turnaj             | polotěžká váha | polotěžká váha | polotěžká váha | polotěžká váha | polotěžká váha | polotěžká váha | polotěžká váha | polotěžká váha | polotěžká váha | polotěžká váha | polotěžká váha | polotěžká váha | polotěžká váha | polotěžká váha |
| ------------------ | -------------- | -------------- | -------------- | -------------- | -------------- | -------------- | -------------- | -------------- | -------------- | -------------- | -------------- | -------------- | -------------- | -------------- |
| Olympijské hry     |                |                |                | 2.             |                |                |                | 5.             |                |                |                | —              |                |                |
| Mistrovství světa  | —              |                | 3.             |                | 3.             |                | 5.             |                | 3.             |                | —              |                | 5.             | 7.             |
| Mistrovství Evropy | 3.             | 2.             | 1.             | 1.             | 1.             | 1.             | 3.             | —              | 1.             | 2.             | —              | —              | 5.             | —              |

### Bez rozdílu vah
| Turnaj            | 1997 | 1998 | 1999 | 2000 | 2001 | 2002 | 2003 | 2004 | 2005 | 2006 | 2007 | 2008 | 2009 | 2010 |
| Turnaj            | 21   | 22   | 23   | 24   | 25   | 26   | 27   | 28   | 29   | 30   | 31   | 32   | 33   | 34   |
| ----------------- | ---- | ---- | ---- | ---- | ---- | ---- | ---- | ---- | ---- | ---- | ---- | ---- | ---- | ---- |
| Mistrovství světa | 5.   |      | —    |      | 1.   |      | 5.   |      | —    |      | —    | úč.  |      | 5.   |